# Robotkamp
Robotkamp är en hobby som går ut på att slå ut sina motståndare på en mängd olika sätt. Deltagarna tävlar med en speciell typ av radiostyrd maskin, som kallas för robot. Även om de inte är "riktiga" robotar i den meningen att de är autonoma. Robotkamp har visats på TV i många olika länder, genom tv-program som till exempel Robot Wars, Battlebots och Robotica.
På grund av robotkampens våldsamma natur är säkerheten det största problemet på evenemang med robottävlingar. Stider mellan robotar bör anordnas i en kraftig och robust arena med ett golv som är gjort av stålplåt eller trä. Oftast finns det även ett polykarbonatskydd runt arenan som förhindrar att delar från robotar flyger ut till publiken. Storleken på arenan varierar beroende på viktklass. Mindre robotar, som till exempel myrviktare, tävlar i en betydligt mindre arena än vad tungviktare gör.
Det finns flera olika viktklasser av robotar. De vanligaste är:
- Myrvikt (454 gram, i England får de dock bara väga 150 gram)
- Fjädervikt (14 kg)
- Lättvikt (27 kg)
- Mellanvikt (50 kg)
- Tungvikt (100 kg)
- Supertungvikt (154 kg)

## Vapen och tekniker
De flesta kamprobotar har vapen eller tekniker som gör det möjligt att skada eller påverka motståndarens handlingar. Några exempel på vanliga vapen är:
- Yxa - kan gå igenom motståndarens pansar och på det sättet göra en robot obrukbar. Det kan inträffa om yxan träffar en motor, ett batteri eller elektronik i roboten. Yxor kan drivas med pneumatik eller elektricitet.

- Snurrskiva - ett roterande vapen. Snurrskivor och svänghjul kan demolera en robot totalt och därigenom orsaka mycket dyra skador.

- Vältare - en vältare (flipper på engelska) kan välta eller lyfta upp en robot. Det är ett mycket vanligt vapen som kan göra det omöjligt för motståndaren att försvara sig, om inte motståndaren kan köra på båda sidorna. Vältare drivs med pneumatik, hydraulik eller elektricitet.

Det finns även robotar som inte har några vapen alls, utan som istället använder sig av olika tekniker för att skada motståndaren. Kilformade robotar har till exempel förmågan att välta sina motståndare genom att ramma dem.

### Regler
Det finns ett antal vapen som inte är tillåtna på traditionella robottävlingar. Dessa inkluderar bland annat projektilvapen, sprängämnen och härdade sågklingor. Reglerna varierar dock beroende på tävling. I Robotica är det under vissa förhållanden till exempel tillåtet för deltagarna att använda eldkastare och magneter som vapen.

## Drivning
En robot kan drivas på flera olika sätt. Det vanligaste är att använda hjul vilket är mycket effektivt på de släta ytor som de flesta arenor använder. Andra sätt att driva en robot är att använda larvfötter (vilket ger bättre väghållning) och mekanismer som gör att roboten kan glida eller vandra. Gående robotar har en fördel och det är att de får väga betydligt mer än andra typer av robotar i samma viktklass. Detta gör det även möjligt att bygga tyngre och kraftfullare vapen.
- Wikimedia Commons har media som rör Robotkamp.